# Diemoth
Diemoth, född 1060, död 1130, var en tysk bokmålare. 
Hennes verk omfattad 45 manuskript mellan 1075 och 1130.  